# إيراسموس

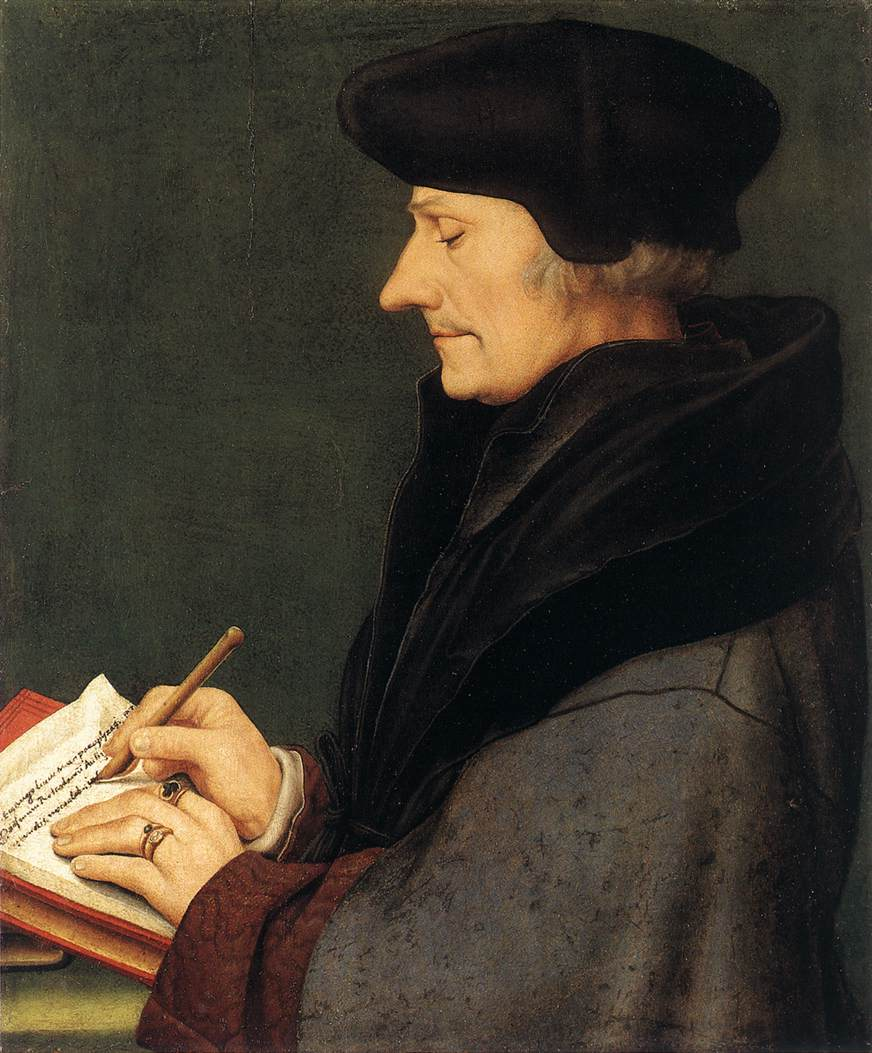
إيرازموس بريشة هانس هولباين الصغير (1523)

إيرازموس (باللاتينية: Desiderius Erasmus Roterodamus) عاش (روتردام 28 أكتوبر 1466 - بال 1536 م) هو فيلسوف هولندي، من رواد الحركة الإنسانية في أوروبا، ومن الخدمات التي أسداها للتعليم علاوة على نشره الكتب التربوية اتصاله المباشر بالطلبة والمراسلات الشخصية وقد تناول في مؤلفاته معظم مظاهر التربية وقضاياها الهامة مثل الطريقة والمحتوى وآداب الطفولة وتعليم اللغة. كان يكتب باللغة اللاتينية.
تمتع إيرازموس بشخصية مستقلة كما عرف عنه طبعه الساخر في كتابه "مديح الحمق"، قام بالتعليق على نصوص العهد الجديد، وحاول أن يضع مبادئ الحركة الإنسانية حسب التوجهات المسيحية، كما أراد أن يقرب بين أتباع المذهب الكاثوليكي وأتباع الحركات الإصلاحية الجديدة.
كما أنه كان صديقا مقربا لمارتن لوثر وافق صديقه في بعض الافكار للتحرر من الكنيسة لكنه اختلف معه بأنه لم يسخر أو يهاجم اصحاب الكنيسة ورجال الدين المسيحي بل على العكس امتدحهم كثيرا واظهر لهم كامل الاحترام
وقد تنقل ديزيروس ايرازموس في التدريس بجامعات اسبانيا وفرنسا والمانيا وقام بتاليف عدد من الكتب الهامة في الفلسفة واللغة والدين ويعد من أهم علماء ورجال العلم في عصر النهضة الاوروبية وكان معتدلا في جميع ارائه

## نشـــأته
ولد أعظم عالم بالإنسانيات عام 1466 أو عام 1469 في روتردام أو بالقرب منها وهو الابن الثاني غير الشرعي لجيرارد وهو كاتب، وأمه مارجريت ابنة طبيبة وأرملة. ويبدو أن الأب رسم قسيساً عقب هذه الكارثة. الاسم ديزيدريوس أرازموس معناه الحبيب المرغوب فيه. ولقد علمه مدرسوه الأوائل القراءة والكتابة باللغة الهولندية ولكنه عندما ذهب ليدرس مع أخوة الحياة المشتركة في ديفنتر غرم لأنه كان يتحدث بلغته الوطنية فقد كانت اللغة اللاتينية هناك «الزاد الرئيسي للتعليم» وكانت التقوى تراعى بحزم كوسيلة من وسائل التربية والتهذيب- ومع ذلك فإن الأخوة كانوا يشجعون على دراسة كلاسيكيات وثنية مختارة وبدأ ايراسموس في ديفنتر يمسك بزمام اللغة اللاتينية والأدب بصورة مذهلة
بعد وفاة والده وجهه الاوصياء ان يلتحق للانخراط في سلك الرهبنة لأنها لا تحتاج إلى امتلاك شيء على الإطلاق. وأخذ دسيدريوس على نفسه العهود كأي راهب أوغسطيني في ديراماوس في ستين. وحاول أن يحب حياة الدير جهد استطاعته بل إنه كتب مقالا بعنوان: De contemptu mundi «تأملات في الوجود»، ليقنع نفسه بأن الدير هو المكان المناسب له.
لكــنه لم يستمر. كانت حياة الدير بنظامه وواجباته الصارمة خانقة بالنسبة لايراسموس الذي منحته معرفته الاستثنائية لللاتينية الفرصة لمغادرة الدير. سافر كعالِم مستقل عبر مناطق كبيرة في أوروبا حيث اعتمد في معيشته على دخله من كتاباته والهدايا المقدمة إليه من العدد المتزايد من المعجبين. بقي ايراسموس على اتصال مع الأصدقاء والعلماء ذوي نفس التفكير والرواة عبر شبكة من المراسلات المكثّفة.

## أعمــاله
في عام 1500 كتب أديجيا (Adagia)، واحدة من أكثر المؤلفات مبيعاً في العالم، كمجاملة لطيفة للمطبعة التي كانت ما تزال جديدة. قدّمت هذه المجموعة من الأمثال الكلاسيكية للقراء تقدماً سريعاً في نمط الحياة وطريقة التفكير بأعضاء الحركة الإنسانية. بالإضافة إلى أن ايراسموس نشر أيضاً كتباً عن الايتيكيت وكتب إرشاد لرؤساء الدولة وحوارات وكرّاسات هدفت إلى تعليم الأسياد والعامة ليكونوا مسيحيين صالحين وعاقلين.
كان ايراسموس أول من طبّق الطريقة النقدية الإنسانية على المؤلفات المسيحية، إذ درس اللغة اليونانية خصيصاً من أجل قراءة مؤلفات المؤسسين الأوائل للكنيسة ونصوص العهد القديم باللغة الأصلية. ونتج عن هذا سلسلة من النسخ النقدية الجديدة للمؤلفات المسيحية المبكّرة، بما فيها نسخة جديدة من العهد الجديد باليونانية مع ترجمة جديدة إلى اللاتينية. مع هذا العهد الجديد باليونانية (Novum Instrumentum) أبعد ايراسموس نفسه جلياً عن الترجمة الرسمية للكنيسة (Vulgate) ودافع عن الحق لتبني طريقة نقدية في تناول الإنجيل بهدف تعزيز القدرة على فهم العقيدة. أمِل ايراسموس أن يتمكن كل واحد من الاقتباس من الإنجيل، كمثل المزارع خلف محراثه والحائك ومغزله والمسافر في رحلته، واعتقد أنه يجب حتى على النساء قراءة الإنجيل. كان هدفه الأعلى بلوغ السكينة والتقوى الخالصة المتأصلة في التفكير الداخلي.

## وفاتـــه
في الاستقطاب الذي بدأ عام 1517 مع الإصلاح الديني مارتن لوثر لم يُرد ايراسموس أن يتخذ موقفاً، أو بالأحرى لم يجرؤ على ذلك، إذ لم يرغب بالانفصال عن الكنيسة الكاثوليكية ، وأمِل أنه يمكن حل الاختلافات التي ظهرت بتفكير قويم. وقد أدى هذا إلى انتقاده من كلا الطرفين. توفي ايراسموس في صيف عام 1536 في منزل الرسام فوربن في بازل.

## روابط خارجية
- إيراسموس على موقع الموسوعة البريطانية (الإنجليزية)
- إيراسموس على موقع ميوزك برينز (الإنجليزية)
- إيراسموس على موقع إن إن دي بي (الإنجليزية)
- إيراسموس على موقع ديسكوغز (الإنجليزية)
- إيراسموس على موقع ديسكوغز (الإنجليزية)